# Gunnar Hjorth
Gunnar Harald Fredrik Hjorth, född den 30 mars 1902 i Vänersborg, död där den 8 september 1964, var en svensk ämbetsman.
Hjorth avlade juris kandidatexamen vid Uppsala universitet 1930. Han blev landskontorist i Älvsborgs län 1930, extra länsbokhållare där 1931, andre länsbokhållare 1938, förste länsbokhållare 1942 och taxeringsintendent 1944. Hjorth var landskamrerare i samma län från 1955 till sin död. Han var stadsfullmäktig i Vänersborg 1935–1938 och 1943–1955 samt överförmyndare där från 1943. Hjorth blev riddare av Vasaorden 1952 och kommendör av Nordstjärneorden 1961.